# Bandera de la Comunitat Germanòfona de Bèlgica
La bandera utilitzada per la Comunitat Germanòfona de Bèlgica mostra un lleó rampant de gules envoltat per nou flors blaves de 5 pètals sobre un camp blanc segons decret d'1 d'octubre de 1990 publicat al portal de la comunitat germanòfona DGLive. El mateix decret també estableix com a festa oficial per a la comunitat, el 15 de novembre, data en què la bandera ha d'onejar als edificis públics de les zones de parla alemanya de Bèlgica.
No té cap estatus administratiu, ja que representa una comunitat lingüística dins la província valona de Lieja.